# NGC 3227
NGC 3227 ist eine Balken-Spiralgalaxie mit aktivem Galaxienkern vom Hubble-Typ SBa im Sternbild Leo auf der Ekliptik. Sie ist schätzungsweise 48 Millionen Lichtjahre von der Milchstraße entfernt und hat einen Durchmesser von etwa 60.000 Lj. Gemeinsam mit NGC 3226 bildet sie das interagierende Galaxienpaar Arp 94 oder Holm 187. 
Die Galaxie ist Namensgeberin der NGC-3227-Gruppe, die wiederum zu den Leo-II-Gruppen gehört. 
Halton Arp gliederte seinen Katalog ungewöhnlicher Galaxien nach rein morphologischen Kriterien in Gruppen. Diese Galaxie gehört zu der Klasse Spiralgalaxien mit einem elliptischen Begleiter auf einem Arm (Arp-Katalog).
Im selben Himmelsareal befinden sich u. a. die Galaxien NGC 3213, NGC 3222 und IC 610.
Die Typ-Ia-Supernova SN 1983U wurde hier beobachtet.
Das Objekt wurde am 15. Februar 1784 von dem deutsch-britischen Astronomen Wilhelm Herschel entdeckt. Herschel erkannte bereits, dass NGC 3227 einen Doppelnebel mit NGC 3226 bildet.

## NGC 3227-Gruppe (LGG 194)
| Galaxie   | Alternativname | Entfernung/Mio. Lj |
| --------- | -------------- | ------------------ |
| NGC 3227  | PGC 30445      | 48                 |
| NGC 3162  | PGC 29800      | 55                 |
| NGC 3177  | PGC 30010      | 55                 |
| NGC 3185  | PGC 30059      | 51                 |
| NGC 3187  | PGC 30068      | 68                 |
| NGC 3190  | PGC 30083      | 53                 |
| NGC 3193  | PGC 30099      | 58                 |
| NGC 3213  | PGC 30283      | 57                 |
| NGC 3226  | PGC 30440      | 55                 |
| NGC 3287  | PGC 31311      | 55                 |
| NGC 3301  | PGC 31497      | 57                 |
| PGC 30182 | UGC 5574       | 63                 |
| PGC 30188 | UGC 5575       | 63                 |
| PGC 30493 | UGC 5629       | 52                 |
| PGC 30831 | UGC 5675       | 46                 |
| PGC 30133 | CGCG 124-1     | 45                 |